# Фрер, Поль
Поль Фрер (фр. Paul Frère, 30 января 1917, Гавр, Франция — 23 февраля 2008) — бельгийский автогонщик. Принял участие в 11 Гран-при Формулы-1, показав лучший результат (2-е место) на Гран-при Бельгии 1956 года.

## Биография
Поль Фрер родился в 1917 году в семье бельгийского чиновника, служившего в министерстве экономики. Правительство Бельгии в годы Первой мировой войны было расквартировано во французском Гавре, где и родился Поль Фрер. Дебютировал на гонках «24 часа Спа», где занял 4-е место в классе.
Фрер стал гоночным журналистом и пользуясь возможностями, которые давала ему профессия, участвовал в гонках. В Формуле-1 дебютировал на домашнем Гран-при Бельгии в 1952 году в команде Hersham and Walton Motors, где заработал пятое место.
В 1954 году Фрер тестировал Mercedes 300SLR и получил предварительное приглашение выступить в составе заводской команде в Ле-Мане, но для него не успели подготовить машину, и бельгиец подписал контракт с Aston Martin. Mercedes был готов предоставить ему место в команде в 1955 году, но Фрер уже был заявлен на гонку от Aston — и его место в Mercedes занял Пьер Левег.

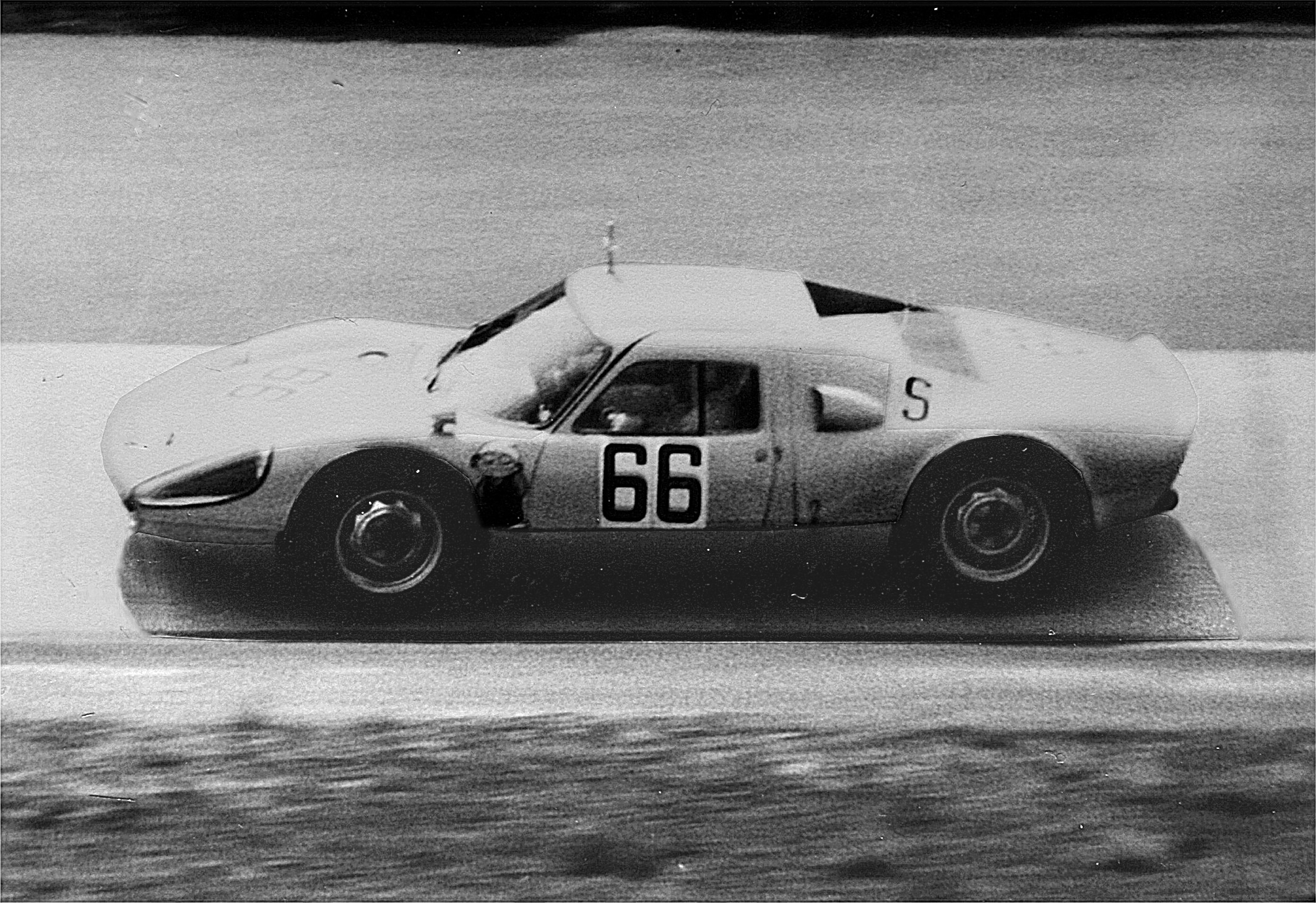
Porsche 904

Поля Фрера не обошёл вниманием даже Энцо Феррари, предоставивший ему место запасного гонщика своей команды. Дожидаясь своего звездного часа, бельгиец продолжал гоняться в разных соревнованиях на машинах HWM и Gordini. Шанс выпал в 1955 году. Во время Гран-при Монако Пьеро Таруффи не смог совладать[уточнить] с Ferrari 555, свернул в боксы и в раздражении покинул кокпит. Занявший его место Фрер успешно привел машину к финишу, а позже участвовал на ней и в домашней гонке, где занял четвёртое место. Годом позже Фрер финишировал на Гран-при Бельгии 1956 года вторым, уступив лишь напарнику по команде Питеру Коллинзу.
В сезоне 1960 года в паре со своим соотечественником Оливье Жендебьеном Фрер первенствовал на Ferrari 250TR в 24 часах Ле-Мана.
Завершив гоночную карьеру, Фрер продолжил журналистскую деятельность — он писал статьи и книги о машинах и гонках, до последних дней вёл активный образ жизни, в том числе участвуя в гонках ветеранов. Умер в 2008 году в возрасте 91 года.

## Результаты выступлений в Формуле-1
| Легенда к таблице |                                                                    |
| --- | ------------------------------------------------------------------ |
| В таблице перечислены результаты всех Гран-при Формулы-1, в которых принимал участие гонщик. Строками таблицы являются сезоны, столбцами — этапы чемпионата мира. В каждой клетке указаны сокращённое название этапа и результат, дополнительно обозначенный цветом. Расшифровка обозначений и цветов представлена в нижеследующей таблице. |                                                                    |
| \| Пример \| Описание \| \| ------------ \| ------------------------------------------------------------------ \| \| 1 \| Победитель \| \| 2 \| Второе место \| \| 3 \| Третье место \| \| 5 \| Финишировал, заработав очки \| \| Сход \| Не финишировал, но при этом заработал очки \| \| 12 \| Финишировал, не получив очков \| \| НКЛ \| Финишировал, но не попал в финальную классификацию \| \| 15 \| Участвовал вне зачёта, либо по отдельной классификации \| \| 18 \| Не финишировал, но попал в финальную классификацию \| \| Сход \| Не финишировал \| \| НКВ \| Не прошёл квалификацию \| \| НПКВ \| Не прошёл предквалификацию \| \| ДСК \| Дисквалифицирован \| \| ИСК \| Исключён из протокола соревнований \| \| ТТ \| Заявлен для участия только в тренировках \| \| НС \| Участвовал в квалификации, но не стартовал в гонке \| \| Т \| Травмирован или болен \| \| ОТК \| Отказ от участия \| \| НТР \| Прибыл на соревнования, но на трассу не выезжал \| \| НПР \| Был заявлен в числе участников, но не прибыл к началу соревнований \| \| О \| Соревнования отменены \| \| \| Не участвовал \| \| Поул-позиция \| \| \| Быстрый круг \| \| |                                                                    |
| Пример | Описание                                                           |
| 1 | Победитель                                                         |
| 2 | Второе место                                                       |
| 3 | Третье место                                                       |
| 5 | Финишировал, заработав очки                                        |
| Сход | Не финишировал, но при этом заработал очки                         |
| 12 | Финишировал, не получив очков                                      |
| НКЛ | Финишировал, но не попал в финальную классификацию                 |
| 15 | Участвовал вне зачёта, либо по отдельной классификации             |
| 18 | Не финишировал, но попал в финальную классификацию                 |
| Сход | Не финишировал                                                     |
| НКВ | Не прошёл квалификацию                                             |
| НПКВ | Не прошёл предквалификацию                                         |
| ДСК | Дисквалифицирован                                                  |
| ИСК | Исключён из протокола соревнований                                 |
| ТТ | Заявлен для участия только в тренировках                           |
| НС | Участвовал в квалификации, но не стартовал в гонке                 |
| Т | Травмирован или болен                                              |
| ОТК | Отказ от участия                                                   |
| НТР | Прибыл на соревнования, но на трассу не выезжал                    |
| НПР | Был заявлен в числе участников, но не прибыл к началу соревнований |
| О | Соревнования отменены                                              |
| | Не участвовал                                                      |
| Поул-позиция |                                                                    |
| Быстрый круг |                                                                    |

| Сезон | Команда          | Шасси                   | Двигатель                  | Ш | 1   | 2     | 3        | 4        | 5   | 6        | 7        | 8        | 9   | Место | Очки |
| ----- | ---------------- | ----------------------- | -------------------------- | - | --- | ----- | -------- | -------- | --- | -------- | -------- | -------- | --- | ----- | ---- |
| 1952  | HW Motors Ltd    | HWM (52)                | Alta 2,0 L4                | D | ШВА | 500   | БЕЛ 5    | ФРА      | ВЕЛ | ГЕР Сход |          |          |     | 16    | 2    |
| 1952  | Ecurie Belge     | Simca-Gordini T15       | Gordini 1,5 L4             | Е |     |       |          |          |     |          | НИД Сход | ИТА      |     | 16    | 2    |
| 1953  | HW Motors Ltd    | HWM (53)                | Alta 2,0 L4                | D | АРГ | 500   | НИД      | БЕЛ 10   | ФРА | ВЕЛ      | ГЕР      | ШВА Сход | ИТА | —     | 0    |
| 1954  | Equipe Gordini   | Gordini T16             | Gordini 2,0 L6             | Е | АРГ | 500   | БЕЛ Сход | ФРА Сход | ВЕЛ | ГЕР Сход | ШВА      | ИТА      | ИСП | —     | 0    |
| 1955  | Scuderia Ferrari | Ferrari 555 Supersqualo | Ferrari 106 2,5 L4         | Е | АРГ | МОН 8 | 500      | БЕЛ 4    | НИД | ВЕЛ      | ИТА      |          |     | 15    | 3    |
| 1956  | Scuderia Ferrari | Lancia Ferrari D50      | Lancia Ferrari DS50 2,5 V8 | Е | АРГ | МОН   | 500      | БЕЛ 2    | ФРА | ВЕЛ      | ГЕР      | ИТА      |     | 7     | 6    |